# Tajfun Paka
Tajfun Paka (w języku hawajskim Patryk) – tajfun, który przeszedł w dniach od 23 listopada do 28 grudnia 1997 roku nad Oceanem Spokojnym. Rozpoczął się w pobliżu Hawajów. Zniszczył on kolejno: Wyspy Marshalla, Guam i Mariany. Osłabł on później i zanikł. Przyniósł straty oszacowane w 1997 roku na 580 milionów dolarów.